# Иерон Мелитинский
Иеро́н Мелитинский и дружина его (Мелитина — город в Армении, ныне Малатия) (ум. III—IV век) — святые мученики Иерон и 32 новобранца пострадали при императоре Диоклетиане.
На памятный день в Православной церкви 20 (7) ноября отмечаются имена: Иеро́н, Иси́хий, Ника́ндр, Афана́сий, Мама́нт, Варахи́й, Каллини́к, Феаге́н, Ни́кон, Ло́нгин, Фео́дор, Вале́рий, Ксанф, Феоду́л, Каллима́х, Евге́ний, Феодо́х, Остри́хий, Епифа́ний, Максимиа́н, Дуки́тий, Клавдиа́н, Фео́фил, Гига́нтий, Дорофе́й, Феодо́т, Кастри́кий, Аники́та, Феме́лий, Евти́хий, Иларио́н, Диодо́т, Амони́т.

## История
Императоры были усердными поклонниками идолов и гонителями христиан. Когда же до их слуха дошло, что жители областей Армении и Каппадокии вопреки императорским указам отказываются поклониться идолам, они послали двух лукавых и преданных язычеству воинов, приказав им, во-первых, истребить там всех христиан и, во-вторых, записать в войско всех мужей и юношей, способных к военной службе. Посланники в точности исполнили волю императоров.
Юношам предстояло поступить в дополнительный отряд того войска, которое предназначалось, в частности, для противодействия христианству, значительно распространённому в Армении и Каппадокии в царствование Диоклетиана и упорно противившемуся повелению императора чтить богов и соблюдать языческие постановления. Иерон и другие новобранцы, отказавшись служить уничтожавшему христиан императору, в сопровождении воинов были отправлены в соседний город Мелитину. В Мелитине они были заключены в темницу. Когда они были призваны к допросу, то с непоколебимою твёрдостью исповедали имя Христово, и никакими угрозами, никакими лестными обещаниями нельзя было их заставить отречься от Христа. Тогда все они были приговорены к смертной казни. Но прежде — подвергнуты жестоким истязаниям. После пыток мученики ещё несколько дней прожили в темнице; затем, снова вызванные на суд и снова отказавшиеся отречься от Христа после жестокого избиения, едва живые, были брошены в темницу; наутро все они были убиты. Тела их тайно погребены христианами.
Как свидетельствует Прокопий, когда строился храм святой Ирины, тела святых мучеников были обретены нетленными.